# Kypséli (ort i Grekland, Attika)
Kypséli (Kypseli) är en ort i Grekland.   Den ligger i prefekturen Nomós Piraiós och regionen Attika, i den sydöstra delen av landet, 30 km sydväst om huvudstaden Aten. Kypséli ligger 69 meter över havet och antalet invånare är 2 124. Den ligger på ön Egina.
Terrängen runt Kypséli är platt åt nordväst, men åt sydost är den kuperad. Havet är nära Kypséli åt nordväst.  Närmaste större samhälle är Aegina, 2,8 km sydväst om Kypséli. 